# Rodinia

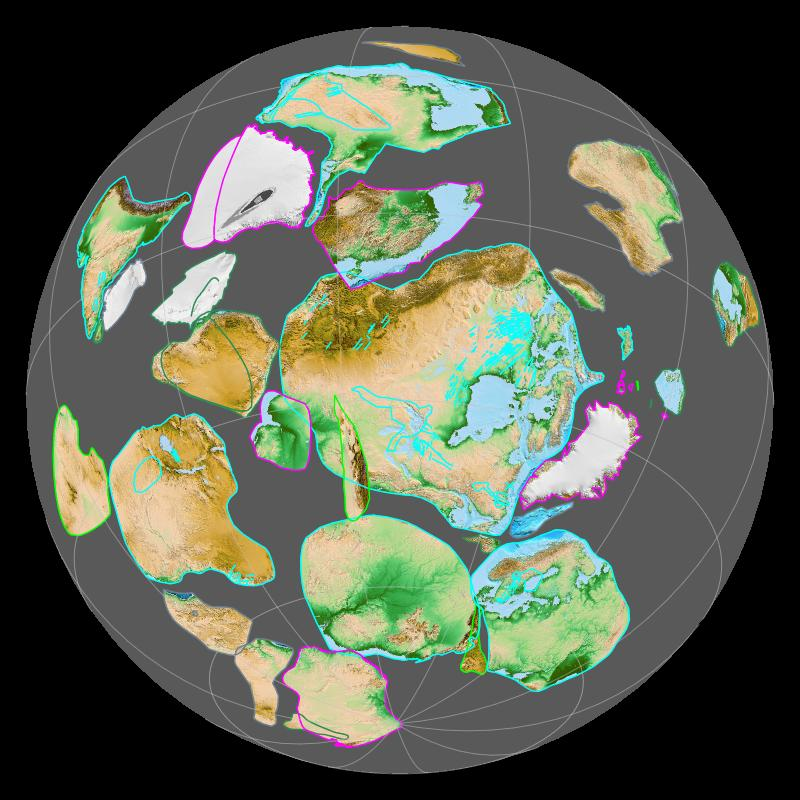
Rodinia ~ 900 miljoen jaar geleden.

Rodinia was een supercontinent dat volgens plaattektonische reconstructies, 1100 tot 750 miljoen jaar geleden, tijdens het Neoproterozoïcum, bestond uit bijna alle continentale massa op Aarde. In tegenstelling tot het laatste supercontinent Pangea, dat rond 300 miljoen jaar geleden bestond, is over Rodinia nog weinig duidelijk bekend.
De grote afkoeling van het klimaat circa 700 miljoen jaar geleden (de zogenaamde sneeuwbalaarde) en de snelle evolutie van het leven gedurende het Ediacarium en Cambrium worden vaak met het opbreken van Rodinia in verband gebracht.
De naam Rodinia is afgeleid van het Russische woord voor "voortbrengen": roditj.

## Onderzoek
Het idee dat er aan het begin van het Neoproterozoïcum een supercontinent ontstond komt uit de jaren 70 van de vorige eeuw, toen geologen ontdekten dat op veel continenten fases van gebergtevorming met deze ouderdom voorkomen. Voorbeelden zijn de Grenville-, Oeralische en Dalslandische orogeneses.
Sindsdien zijn verschillende reconstructies voorgesteld voor de precieze onderlinge ligging van de Proterozoïsche kratons die samen Rodinia vormden. In de meeste reconstructies sluiten de Grenville-Dalslandische gebergtegordels op elkaar aan. Op welke manier de kratons precies aan elkaar gelegen hebben, is niet geheel duidelijk omdat de paleomagnetische data uit het Neoproterozoïcum te schaars is. Door het verzamelen van paleomagnetisch bewijs en het zoeken naar overeenkomsten in de geologie van de verschillende kratons wordt geprobeerd de reconstructies te verfijnen.
In de meeste reconstructies bestaat de kern van Rodinia uit het latere paleocontinent Laurentia (Noord-Amerika), met daaraan vast in het zuidoosten Baltica (tegenwoordig Noordoost-Europa), Amazonia en het zogenaamde Nigerblok (tegenwoordig West-Afrika); in het zuiden het Río de la Platakraton en het São Franciscokraton; in het zuidwesten het Congokraton en het Kalaharikraton; en in het noordwesten het tegenwoordige Australië, India en oostelijk Antarctica. De positie van Siberia en Noord- en Zuid-China ten noorden van Laurentia verschilt sterk per reconstructie.
Er is weinig bekend over de continentbewegingen voor de vorming van Rodinia, vanaf de opbreking weet men de bewegingen echter redelijk te reconstrueren. Rodinia zou tussen 1100 en 1000 miljoen jaar geleden ontstaan kunnen zijn, en was waarschijnlijk voor 750 miljoen jaar geleden weer opgebroken. De oceaan die Rodinia omringde wordt Mirovoi-oceaan genoemd.

## Opbreken van Rodinia
Het opbreken van Rodinia zette in toen er rond 750 miljoen jaar geleden een rift ontstond tussen de continentale massa's die het huidige Australië, oostelijk Antarctica, India, het Kalaharikraton en het Congokraton vormen enerzijds en het latere Laurentia, Baltica, Amazonia, het Río de la Platakraton en het Nigerblok anderzijds. Uit deze rift ontwikkelde zich de Adamastoroceaan.
De eerste groep kratons zou zich rond 550 miljoen jaar geleden (op de overgang tussen het Ediacarium en het Cambrium), zij het in een andere oriëntatie, weer bij Amazonia, het Nigerblok en het Río de la Platakraton voegen. Deze fase van gebergtevorming wordt de Pan-Afrikaanse orogenese genoemd en hierbij ontstond een configuratie van continenten die honderden miljoenen jaren stabiel zou blijven in de vorm van het paleocontinent Gondwana. Intussen was tijdens het Ediacarium (vanaf 610 miljoen jaar) echter ook tussen Baltica en Laurentia (oostelijke Iapetusoceaan) en Amazonia en Laurentia (westelijke Iapetusoceaan) oceaan gevormd. Het is mogelijk dat de continenten tussen 600 en 550 miljoen jaar geleden kortstondig weer allemaal verenigd lagen. Dit hypothetische supercontinent wordt Pannotia genoemd.

## Eerdere supercontinenten
Paleomagnetische metingen geven aan dat er mogelijk drie eerdere supercontinenten zijn geweest: Columbia (ongeveer 1,5 miljard jaar geleden), Kenorland (ongeveer 2,5 miljard jaar geleden) en Vaalbara (ongeveer 3,3 miljard geleden). Vaalbara zou tevens het eerste (super)continent op Aarde geweest zijn.